# トルコ海軍
トルコ海軍（土: Türk Deniz Kuvvetleri）はトルコ共和国の海軍。トルコ軍の一部であり、海上防衛を担当する。トルコ革命後に、オスマン帝国海軍の艦艇などを引き継いで設立された。

## 概要
トルコ海軍の2009年時点での現役人員は52,000人、総艦艇数は180隻（総排水量26万t）である。別資料によれば2007年時点の現役兵は約48,600人（うち徴集兵が約34,500人）だった。主要艦艇として強襲揚陸艦1隻、フリゲート19隻、コルベット7隻、潜水艦14隻、ミサイル艇26隻、揚陸艦5隻を保有する。さらに固定翼機16機・回転翼機21機の海軍航空隊と、海兵隊4,500人及び特殊部隊を持つ。戦時には内務省傘下の沿岸警備隊（20t以上の船艇81隻、航空機11機）を指揮下に収める。
マルマラ海に面したイズミットに水上艦隊や海軍航空隊などの司令部を置き、コジャエリ県イズミット湾一帯を最大の海軍基地としている。高速戦闘艇部隊の司令部は同じマルマラ海に面したイスタンブール、海兵両用戦旅団の司令部はフォチャに置かれている。

## 歴史

### 第二次世界大戦まで

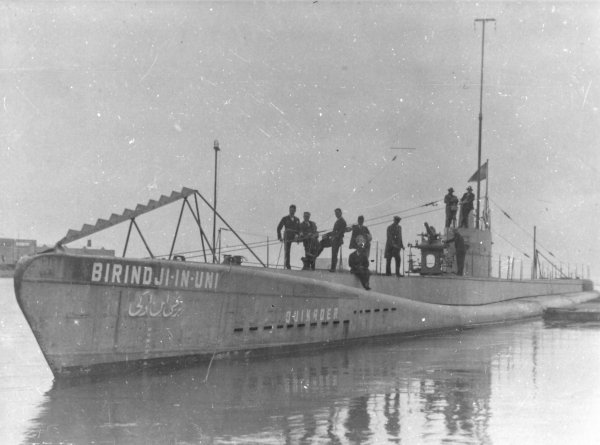
「ビリンジ・イニョニュ」、1928年

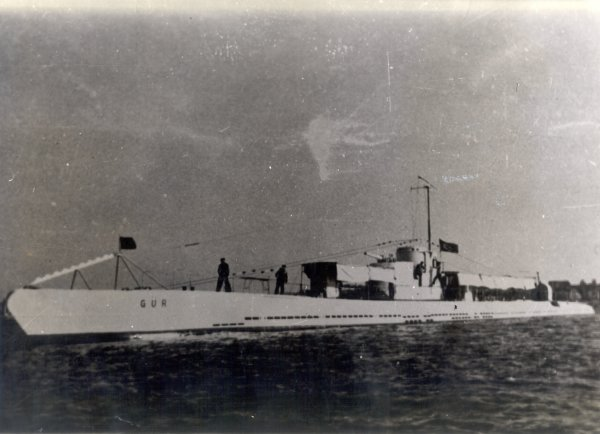
「ギュル」、1936年

トルコの近代海軍は、オスマン帝国時代に創設された。第一次世界大戦でのオスマン帝国の敗戦と、その後のトルコ革命による崩壊で、新たに現在のトルコ共和国の海軍が創設された。
トルコ独立戦争中、2隻の巡洋艦 (「ハミディイエ」と「ペイキ・シェヴケト」)、2隻のヨット (「エルトゥールル」と「ソョユトル」)、1隻の駆逐艦 (「タショズ」)、4隻の砲艦 (「ブラク・レイス」、「フズル・レイス」、「ケマル・レイス」、「イーサー・レイス」)、1隻の機雷敷設艦 (「ヌスレト」)、1隻の通報艦 (「ガラタ」)、4隻のタグボート、7隻のモーターボートが稼動可能であった。また、巡洋戦艦「ヤウズ・スルタン・セリム」、旧式戦艦「トゥルグト・レイス」、2隻の巡洋艦 (「ベルキ・サトヴェト」と「メジディイェ」)、4隻の駆逐艦 (「ムアーヴェネティ・ミッリイェ」、ニュムーネィ・ハーミイェト」、「バスラ」、「サムスン」)、6隻の水雷艇 (「スルターンヒサール」、「ユーヌス」、「アクヒサール」、「ドゥラチ」、「ムースル」、「ベルク・エフシャーン」)、1隻の砲艦 (「サクズ」)は、要修理であった。

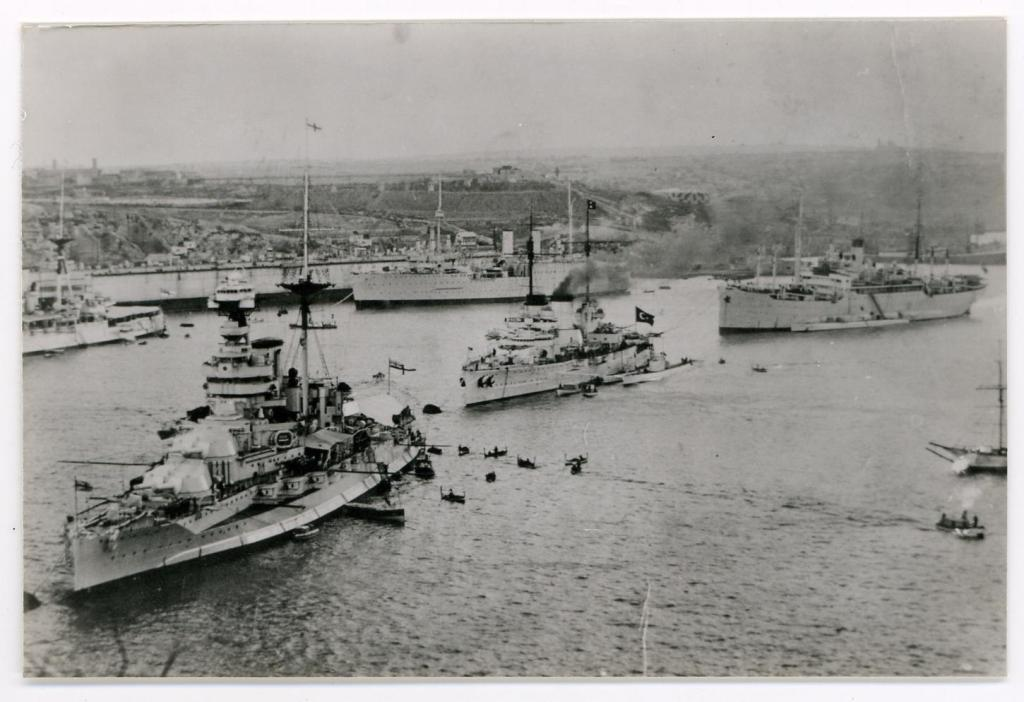
1936年にマルタ島に停泊するトルコ海軍巡洋戦艦「ヤウズ」。左側のイギリス戦艦は「バーラム」。

トルコ海軍の初期の装備は、連合国から返還された旧オスマン帝国海軍のものが中心で、巡洋戦艦「ヤウズ・セリム」、前弩級戦艦「トゥルグト・レイス」、防護巡洋艦「ハミディイェ」と「メジディイェ」、水雷砲艦2隻、駆逐艦3隻、水雷艇4隻などが含まれていた。組織については大きな改革が加えられたが、海軍兵学校などの伝統も引き継がれている。
既存艦の再整備と近代化改装とともに、1920年代後半には潜水艦を中心に新型艦の導入も始まった。まず、ドイツ資本のオランダ造船技術事業所 (IvS)フェイエノールト造船所 (Fijenoord)で建造された潜水艦UBIII型2隻 (「ビリンジ・イニョニュ」と「イキンジ・イニョニュ」)を購入し、1928年に就役させた。ついでイタリアに潜水艦2隻 (「ドゥムルプナル」と「サカリヤ」) のほか駆逐艦4隻（コジャテペ級駆逐艦2隻とトゥナズテペ級駆逐艦2隻）と水雷艇3隻を発注し、1931年には全艦の引き渡しを受けて就役させた。スペインにも1930年に潜水艦1隻を発注し、1936年に「ギュル」として就役させた。さらに、ドイツのゲルマニア・ヴェルフト社の支援のもと、「アイ級」 (Ay sınıfı) が発注された。1936年から1937年に、1番艦「サルドゥライ (Saldıray)」と2番艦「バトゥライ (Batıray)」は、ゲルマニアのキール造船所で、3番艦「アトゥライ (Atılay)」と4番艦「ユルドゥライ (Yıldıray)」が、イスタンブールのタシュクザク造船所で起工された。「アトゥライ」は、1939年5月19日に金角湾で進水し、「サルドゥライ」は、ドイツから回航され、同年6月5日に就役した。しかし、第二次世界大戦の影響で、「バトゥライ」は、1939年9月20日に "U A" (ドイツ語版)としてドイツ海軍に編入され、1939年8月28日に金角湾で進水した「ユルドゥライ」の建造は遅れ、1940年にギョルジュク造船所に移され、1944年に主機のディーゼルエンジンが到着した後、1946年1月15日に就役した。
第二次世界大戦が勃発してもトルコは中立を守り、トルコ海軍も実戦は経験しなかった。1938年のムスタファ・ケマル・アタテュルクの死後から第二次世界大戦中は、トルコの連合国側陣営への引き込みを狙うイギリスとの関係が深まり、海軍にもイギリス艦が導入された。1939年にであるデミルヒサル級駆逐艦（改I級駆逐艦）4隻と機雷敷設艇2隻、オルチ・レイス級潜水艦（改S級潜水艦）4隻を発注したが、駆逐艦2隻と潜水艦は大戦勃発時にイギリス海軍用に買い上げられてしまった。うち駆逐艦・潜水艦各2隻はトルコの歓心を買うために1942年に引き渡され、大戦終結後にも生き残った駆逐艦・潜水艦各1隻が引き渡された。

### 第二次世界大戦後
第二次世界大戦後は、トルーマン・ドクトリンとNATO加盟に基づき、アメリカの支援による装備近代化が進められた。1948年から1973年にかけてガピー改装艦多数を含むガトー級 / バラオ級潜水艦が供与され、1980年代初頭にはタング級潜水艦2隻も供与された。水上艦艇も、1980年代初頭まで米英の中古駆逐艦多数を主力とした。国産艦として、1971年と1972年に、改クロード・ジョーンズ級護衛駆逐艦のベルク級フリゲート2隻を就役させた。
1970年代前半からは、ドイツからの輸入艦が増加し始めた。いずれも209型潜水艦のアトゥライ級（1200t型）6隻、プレヴェゼ級（1400t型）4隻、ギュル級（Gür、1400t型）4隻は、それぞれ1974年、1994年、2002年以降にドイツとトルコで建造された。水上艦艇では、1983年以降に中古のケルン級フリゲート3隻を取得し、新造のMEKO 200型フリゲート3種10隻も購入している。
1990年代には、アメリカ海軍から退役したノックス級フリゲート8隻を購入している。
なお、1992年10月1日に、NATO合同演習へ参加中の敷設駆逐艦「ムアヴェネト」（元アメリカ高速敷設艦「グウィン」）が、アメリカ海軍の航空母艦「サラトガ」からシースパロー対空ミサイルの誤射を受けて、大破除籍となる事故を経験した。

### 21世紀
21世紀に入って、トルコ海軍は大規模な装備近代化を進めている。
水上艦艇では、1998～2003年にガビヤ級フリゲート (旧アメリカ海軍O・H・ペリー級）8隻、2001～2003年にはブラク級コルベット（旧フランス海軍デスティエンヌ・ドルヴ級通報艦）6隻を購入した。ドイツにはミサイル艇「クルチ（KILIÇ）」級9隻を発注し、2009年までに8隻の引き渡しを受けた代わりにテペ級 (米ノックス級) フリゲートなどの退役が始まっている。さらに、MILGEM計画（MİLGEM、トルコ語の「国産艦（Milli Gemi）」に由来）と、TF2000型フリゲートの2つの国産建艦プロジェクトも実施中で、前者ではステルス性重視のコルベット12隻、後者では防空フリゲート4隻が建造される予定である。2011年9月27日にアダ級コルベット1番艦「ヘイベリアダ」が就役、2021年にはイスタンブール級フリゲートの1番艦「イスティフ」が進水し、2023年には2-4番艦が発注された。
潜水艦についても、AIP方式の214型潜水艦6隻の導入を決めたと2008年7月に報じられた。最終的に4隻が2015年からノックダウン生産されているが、2024年現在も建造中である。
このほか、ドック型揚陸艦1隻、戦車揚陸艦2隻を含む揚陸艦艇整備計画や、掃海艇の充実などが進められている。イタリアのフィンカンティエリ造船所は、2007年にトルコ海軍に対して、全通甲板式のドック型揚陸艦を提案した。トルコ海軍初の強襲揚陸艦である「アナドル」は、2023年に就役した。

## 組織
- 艦隊司令部 - イズミット
  - 水上艦隊司令部 - イズミット
  - 潜水艦隊司令部

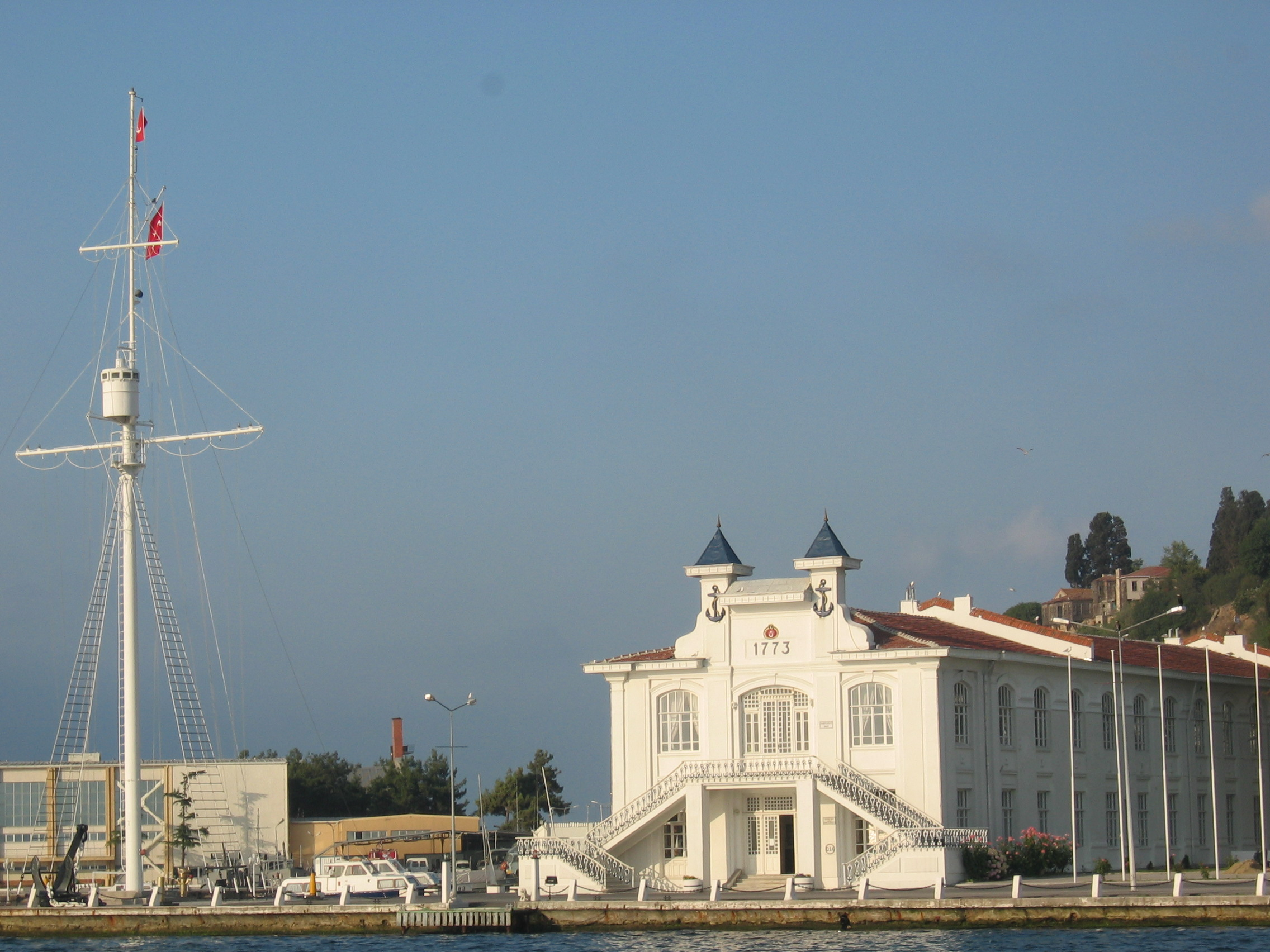
アダラル（プリンスィズ諸島）のヘイベリ島（Heybeliada）にある海軍幼年学校。

  - 高速戦闘艇部隊司令部 - イスタンブール
  - 機雷戦部隊司令部 - バルケスィル県エルデク
  - 兵站支援司令部 - イズミット
  - 海軍航空隊司令部 - イズミット
- 北部地域司令部（黒海） - イスタンブール
  - イスタンブール海峡司令部（ボスポラス海峡）
  - チャナッカレ海峡司令部（ダーダネルス海峡）
  - 水路測量・海洋調査部
  - 海軍博物館
- 南部地域司令部（地中海） - イズミル
  - 海兵旅団司令部 - フォチャ
  - 付属艦艇・哨戒艇部隊司令部
  - アクサズ（Aksaz）海軍基地司令部
- 教育部隊司令部 - イスタンブール
  - 海軍兵学校（Deniz Harp Okulu）
  - 海軍幼年学校（Deniz Lisesi） - 高校相当。兵学校に無試験入学できる。
  - カラミュルセルベイ(Karamürselbey)訓練センター司令部

### 海兵隊・特殊部隊

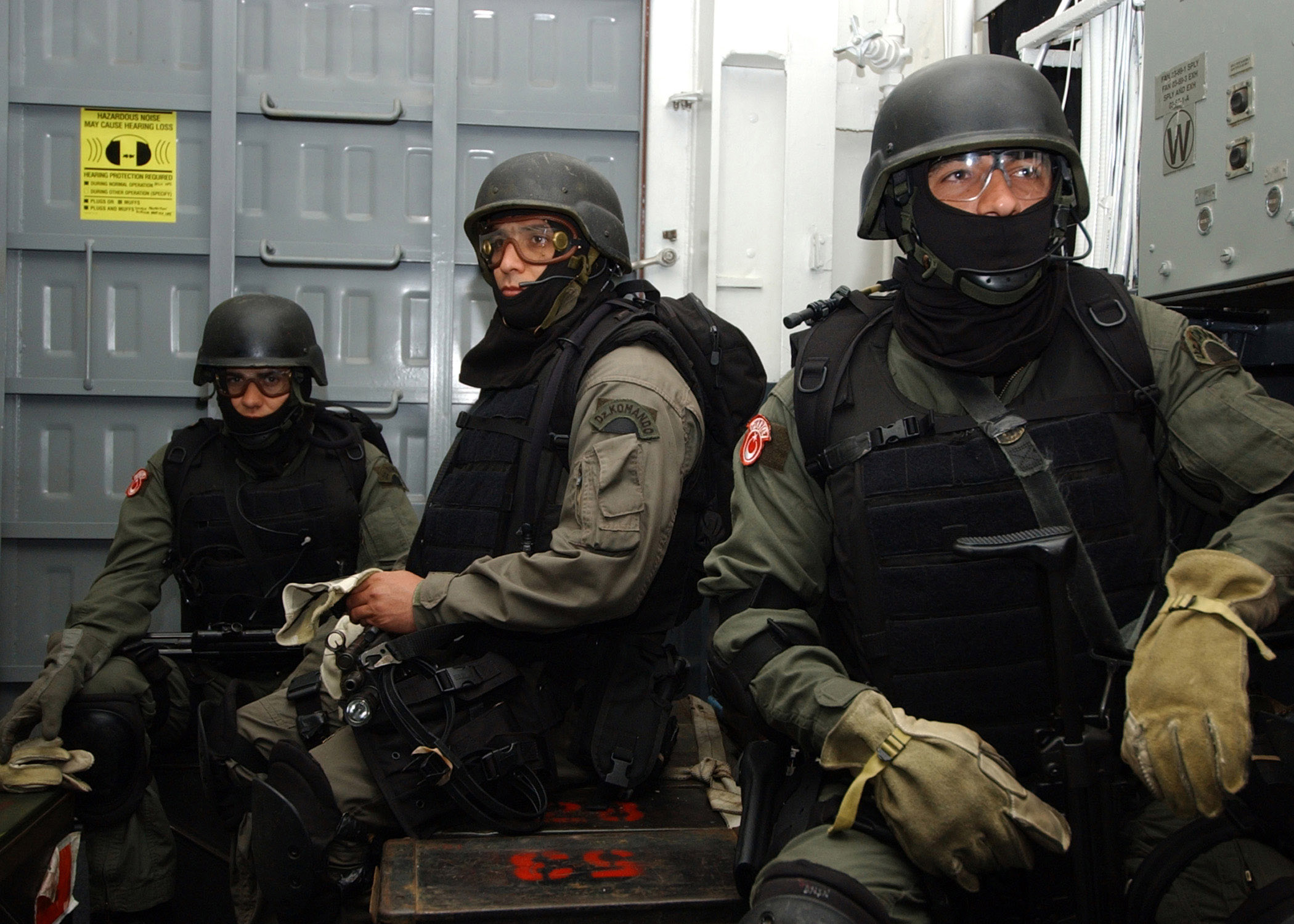
トルコ海軍コマンド部隊

- 水陸両用海兵旅団（Amfibi Deniz Piyade Tugayı） - 下記6個大隊のほか、中隊規模の部隊数個の計4,500人。
  - 両用戦大隊 - 3個大隊。
  - 主力戦車大隊
  - 砲兵大隊
  - 支援大隊
- 水中攻撃部隊（Su Altı Taarruz, SAT） - 諜報活動、要人警護、上陸戦支援なども行う。
- 水中防御部隊（Su Altı Savunma, SAS）

## 装備

### 艦艇

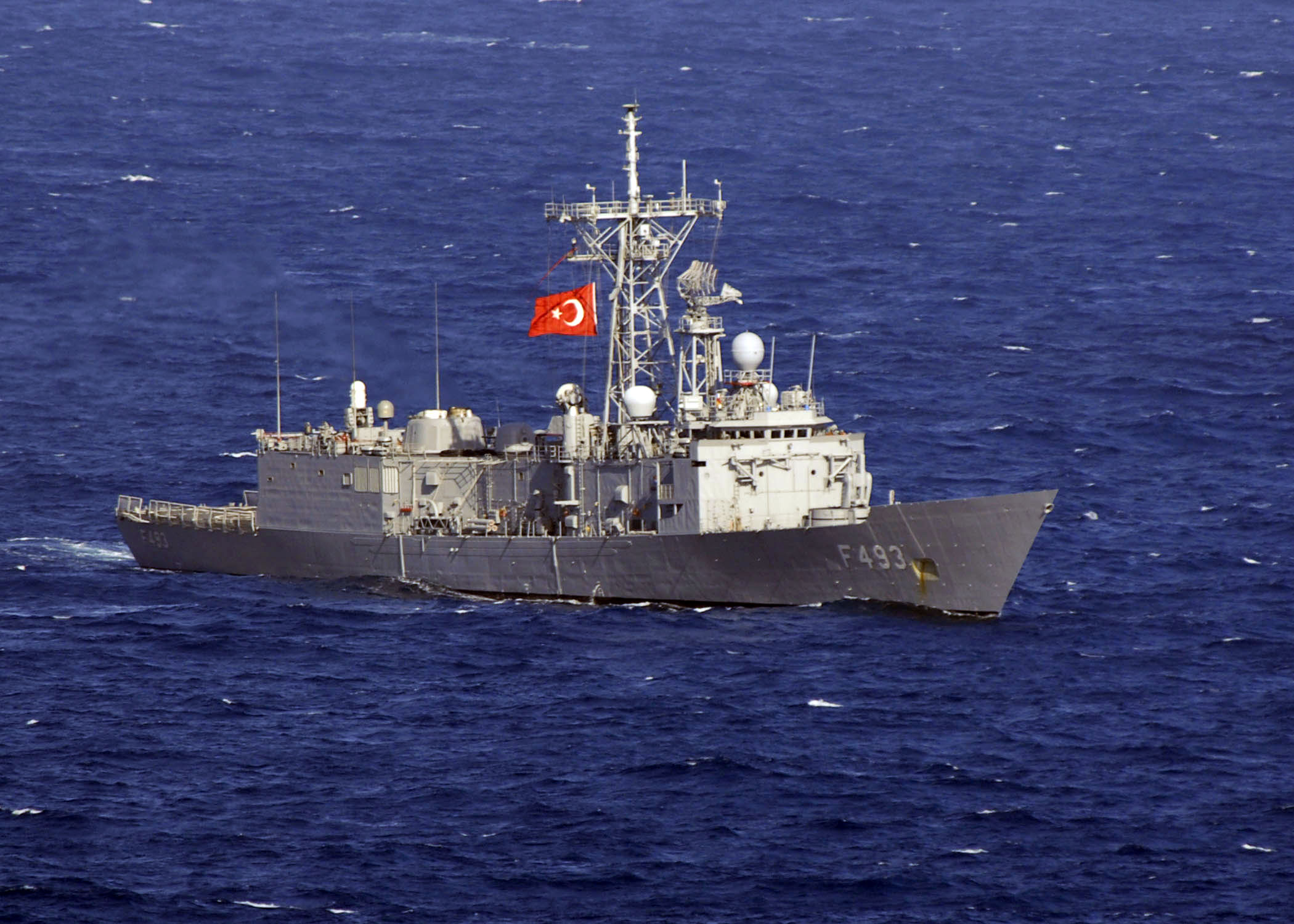
G級フリゲート「ゲリボル」

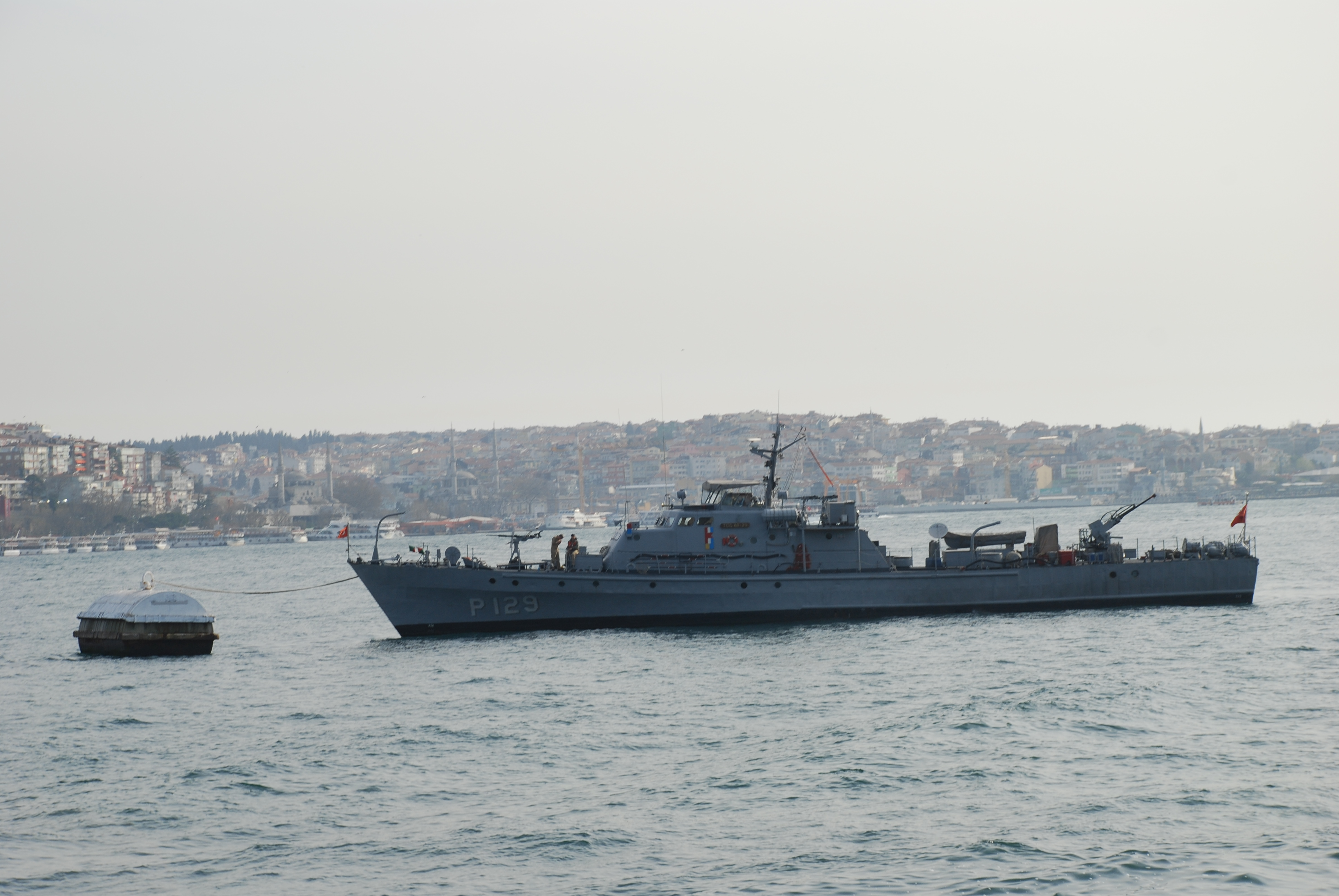
AB29

艦名には艦船接頭辞「TCG」(Turkiye Cumhuriyeti Gemisi)（トルコ共和国艦艇）が付く。
2011年6月現在。『Jane's Fighting Ships 2011-2012』より。
過去に就役した艦艇については「トルコ海軍艦艇一覧」を参照。
通常動力型潜水艦
- ギュル級[15]

ギュル（S357 Gür） - 2003年
チャナッカレ（S358 Çanakkale） - 2005年
ブラクレイス（S359 Burakreis） - 2006年
ビリンジ・イニョニュ（S360 I. İnönü） - 2008年
- プレヴェゼ級[16](独209/1400型)×8

プレヴェゼ（S353 Preveze） - 1994年
サカリヤ（S354 Sakarya） - 1995年
オンセキズ・マルト（S355 18 MART） - 1997年
アナファルタラル（S356 Anafartalar） - 1998年
- アイ級[17](独209/1200型)×6

アトゥライ（S347 Atılay） - 1976年
サルドゥライ（S348 Saldıray） - 1977年
バトゥライ（S349 Batıray） - 1978年
ユルドゥライ（S350 Yıldıray） - 1981年
ドーアナイ（S351 Doğanay） - 1984年
ドルナイ（S352 Dolunay） - 1990年
- 独214型×0（6隻建造中）

フリゲート
- バルバロス級[18]（MEKO 200 T2-A/B型）×4

バルバロス（F244 Barbaros） - 1995年
オルチレイス（F245 Oruçreis） - 1996年
サーリヒレイス（F246 Salihreis） - 1998年
ケマルレイス（F247 Kemalreis） - 2000年
- ヤウズ級[19]（MEKO 200 TN型）×4

ヤウズ（F240 Yavuz） - 1987年
トゥルグートレイス（F241 Turgutreis） - 1988年
ファーティ（F242 Fatih） - 1988年
ユルドゥルム（F243 Yilderim） - 1989年
- ガビヤ級[20](旧・米O・H・ペリー級)×8

ガーズィアンテプ（F490 Gaziantep） - 1998年再就役
ギレスン（F491 Giresun） - 1998年再就役
ゲムレキ（F492 Gemlik） - 1998年再就役
ゲリボル（F493 Gelibolu） - 1999年再就役
ギョクチェアダ（F494 Gökçeada）  - 2000年再就役
ゲディズ（F495 Gediz） - 2000年再就役
ギョクオヴァ（F496 Gökova） - 2002年再就役
ギョクス（F497 Göksu） - 2003年再就役
- テペ級[21](旧・米ノックス級)×1

ザフェル（F253 Zafer） - 1993年再就役
コルベット
- MILGEM型（ヘイベリアダ級、アダ級コルベット)[22] ×1（1隻就役、1隻建造中、10隻計画中）

ヘイベリアダ（F511 Heybeliada） - 2011年就役
ビュユクアダ（F512 Büyükada） - 2013年就役予定
- ブラク級[23] (旧・仏デスティエンヌ・ドルヴ級)×6

ボズジャアダ（F500 Bozcaada） - 2001年再就役
ボドルム（F501 Bodrum） - 2001年再就役
バンドゥルマ（F502 Bandırma） - 2001年再就役
ベイコズ（F503 Beykoz） - 2002年再就役
バルトゥン（F504 Bartın） - 2002年再就役
バフラ（F505 Bafra） - 2002年再就役
ミサイル艇
- クルチ級[24]×9

クルチ（P330 Kılıç）クルチI - 1998年
カルカン（P331 Kalkan）クルチI - 1999年
ムズラク（P332 Mızrak）クルチI - 2000年
トゥファン（P333 Tufan）クルチII - 2005年
メルテム（P334 Meltem）クルチII - 2005年
イムバト（P335 İmbat）クルチII - 2007年
ズプクン（P336 Zıpkın）クルチII - 2008年
アタク（P337 Atak）クルチII - 2009年
ボラ（P338 Bora）クルチII - 2010年
- ユルドゥズ級[25]×2

ユルドゥズ（P348 Yıldız） - 1996年
カライェル（P349 Karayel） - 1996年
- ドーアン級[26]×4

ドーアン（P340 Doğan） - 1977年
マルトゥ（P341 Martı） - 1978年
タイフン（P342 Tayfun） - 1979年
ヴォルカン（P343 Volkan） - 1980年
- リュズギャール級[27]×4

リュズギャール（P344 Rüzgar） - 1985年
ポイラズ（P345 Poyraz） - 1986年
グルベト（P346 Gurbet） - 1988年
フルトゥナ（P347 Fırtına） - 1988年
- カルタル級[28]×8

デニズクシュ（P321 Denizkuşu） - 1967年
アトマジャ（P322 Atmaca） - 1967年
シャーヒン（P323 Şahin） - 1966年
カルタル（P324 Kartal） - 1966年
ペリカン（P326 Pelikan） - 1970年
アルバトロス（P327 Albatros） - 1970年
シムシェク（P328 Şimşek） - 1969年
カスルガ（P329 Kasırga） - 1967年
哨戒艇
- トゥルグト級 (旧・加)×1

テルメ（P531 Terme） - 1958年再就役
- カリヨン級 (旧・西独フェーゲザック級)×6[29]

カラミュルセル（P307 Karamürsel）、ケレムペ（P308 Kerempe）、キリムリ（P309 Kilimli）、コズル（P301 Kozlu）、クシャダス（P302 Kuşadası）、ケメル（A582 Kemer）
- AB27級×6

AB27-29 - 1969年
AB31 - 1971年
AB35-36 - 1976年
- PGM71級×4

PGM104-107
- トゥズラ級×1（15隻建造中）

トゥズラ（P1200 Tuzla） - 2011年
- カーン KAAN20型×2

ユーヌス YUNUS1-2
高速艇
- MRTP22型×2

SAT1-2
強襲揚陸艦（LHD）
- アナドル（L400 Anadolu） - 2023年

戦車揚陸艦（LST）
- オスマン・ガーズィ（NL125 Osman Gazi） - 1994年
- 旧・米テレボーン・パリッシュ級×2

エルトゥールル（L401 Ertuğrul） - 1973年再就役
セルダル（L402 Serdar） - 1975年再就役
- サルジャベイ級×2

サルジャベイ（NL123 Sarucabey） - 1984年
カラミュルセルベイ（NL124 Karamürselbey） - 1987年
- 新型×0（2隻建造中）

戦車揚陸艇（LCT）
- Ç107級×12

Ç120、123、125-129、132-135、137
- Ç138級×13

Ç138-150
- 新型×0（8隻建造中）

中型揚陸艇（LCM）
- LCM8型×16

Ç305、308、312、314、316、319、321-327、329-331
機雷掃討艇
- アイドゥン級[30] (MHV54-014型)×6

アランヤ（M265 Alanya） - 2005年
アマスラ（M266 Amasra） - 2007年
アイワルク（M267 Ayvalık） - 2007年
アクジャコジャ（M268 Akçakoca） - 2008年
アナムル（M269 Anamur） - 2008年
アクチャイ（M270 Akçay） - 2009年
- エンギン級[31] (旧・仏蘭西)×5

エディンジク（M260 Edincik） - 1998年再就役
エドゥレミト（M261 Edremit） - 1998年再就役
エネズ（M262 Enez） - 1998年再就役
エルデク（M263 Erdek） - 1998年再就役
エルデムリ（M264 Erdemli） - 1999年再就役
沿岸掃海艇
- セイディ級[32] (旧・米艦)×5

スィリフケ（M514 Silifke）、サロス（M515 Saros）、スーアジュク（M516 Sığacık）、サパンジャ（M517 Sapanca）、サルイェル（M518 Sarıyer）
内水掃海艇
- フェレンク級[33] (旧・米艦)×4

フォチャ（M500 Foça）、フェティエ（M501 Fethiye）、ファトサ（M502 Fatsa）、フィニケ（M503 Finike）
機雷掃討母艇
- MTB2級×8

MTB2（P312）-9（P319）
測量艦
- チェシメ級[34] (旧・米サイラス・ベント級)×2

チェシメ（A599 Çesme） - 1999年再就役
チャンダルル（A588 Çandarlı） - 2001年再就役
- チュブクル[35]（A594 Çubuklu） - 1987年

測量艇
- MESAHA1級×2

MESAHA1-2
練習艦
- 旧・独ライン級×2

ジェザイルリ・ガーズィ・ハサン・パシャ（A579 Cezayirli Gazi Hasan Paşa） - 1993年再就役
ソコルル・メフメト・パシャ（A577 Sokullu Mehmet Paşa） - 1993年再就役
練習艇
- E1級×8

E1-2 - 1999年
E3-8 - 2000年
輸送艦
- イスケンデルン（A1600 İskenderun） - 2002年
- カラデニズ・エレーリ（A592 Karadeniz Ereğli） - 1982年

輸送艇
- 各型×8

シャロパ Şalopa12（Y12）、22-24、27、30-31、33（Y33）
給油艦
- アカル級×2

アカル（A580 Akar） - 1987年
ヤルバイ (中佐) クドゥレト・ギュンギョル（A595 Yarbay Kudret Güngör） - 1995年
- タシュクザク（A570 Taskızak） - 1985年
- アルバイ・ハック・ブラク級×2

アルバイ (大佐) ハック・ブラク（A571 Albay Hakkı Burak） - 1999年
ユズバシュ (大尉)イフサン・トゥルナイ（A572 Yüzbaşı İhsan Tulunay） - 2000年
- ビンバシュ (少佐)サーデッティン・ギュルジャン（A573 Binbaşı Sadettin Gürcan） - 1970年

港内油槽船
- ギョルジュク（Y50 Gölcük）
- H500級×3

H500（Y140）-502（Y142）
給水艦
- 各型×3

ソョユト（A598 Söğüt）、カヴァク（A600 Kavak）、チュナル（A581 Çınar）
- ワン級×2

ワン（A597 Van） - 1968年
ウルバト（A596 Ulubat） - 1969年
- プナル PINAR2級×4

PINAR2（Y112）-4（Y114）、6（Y116）
サルベージ船
- ウシュン（A589 Işın）[36] - 1979年再就役

潜水艦救難艦
- 旧・米チャンティクリア級×1

アクン（A585 Akın） - 1970年再就役
宿泊船
- 旧・米艦×2

ユズバシュ (大尉) ナスィト・オンギョレン（Y38 Yüzbaşı Nasit Öngören） - 1972年再就役
ビンバシュ (少佐) メティン・スュリュシュ（Y39 Binbaşı Metin Sülüş） - 1974年再就役
急設網艦
- AG5（P305） - 1962年
- AG6（P306）[36] - 1952年再就役

魚雷揚収艇
- 各型×3

Y-95（Y95 Torpid Tenderi）、TAKIP1（Y98）-2（Y99）
迎賓艇
- 各型×2

ギュル（Gül）、ネヴジワン（Nevcivan）
浮ドック
- 各型×13

レヴェント（Y59 Levent）、ALGARNA1（Y58）、ALGARNA3（Y60）、HAVUZ1（Y121）-5（Y125）、8-11、13（Y136）
航洋曳船
- イネボル（A590 Inebolu） - 1979年
- アクバシュ（A586 Akbaş） - 1987年
- ダルジャ（A578 Darıca） - 1991年

曳船
- 旧・米チェロキー級×1

ガザル（A587 Gazal） - 1973年再就役
- 旧・仏トゥナス級×1

デイルメンデレ（A576 Değirmendere） - 1999年再就役
港内曳船
- 各型×16

ソョンデュレン（Y51 Söndüren1） - 1954年
ソョンデュレン（A1542 Söndüren2） - 2000年
ソョンデュレン（A1543 Söndüren3） - 1999年
ソョンデュレン（A1544 Söndüren4） - 2000年
クッヴェト（Y53 Kuvvet） - 1962年
ドーアンアルスラン（Y52 Doğanarslan） - 1985年
アトゥル（Y55 Atil） - 1976年
ペンディク（Y56 Pendik） - 2000年
エルセヴ・バイラク（Y64 Ersev Bayrak） - 1946年
アクサズ（Y57 Aksaz） - 1962年
デネイ（Y90 Deney） - 1970年
オンデル（Y160 Önder） - 1998年
オンジュ（Y161 Öncü） - 1998年
オズゲン（Y162 Özgen） - 1999年
オデヴ（Y163 Ödev） - 1999年
オズギュル（Y164 Özgür） - 2000年

### 航空機
2024年現在。
固定翼機
- CASA CN235 MPA 対潜哨戒機×6機
- ATR 72 MPA 対潜哨戒機×2機
- ATR 72 輸送機×3

回転翼機
- アグスタ AB212 ASW×13機
- シコルスキー S-70B シーホーク×24機

無人航空機
- バイラクタル TB2